# Tesla řada B90
Tesla typ B90 byla dvoudílná (Tesla B90 a Tesla B93) řada kotoučových magnetofonů vyráběná v letech 1974 až 1980. Oba dva magnetofony z této řady mohou hrát v ležící, stojící i šikmé poloze pomocí vestavěné podpěry. Tesla B90 je monofonní dvourychlostní (4.75 a 9.5 cm/s) magnetofon vyráběný v letech 1974 až 1978. Tesla B93 je stereofonní jednorychlostní (9.5 cm/s) magnetofon vyráběný v letech 1977 až 1980.